# María Tamara Raya Rodríguez
María Tamara Raya Rodríguez (Puerto de la Cruz, 27 de agosto de 1972) es una política española miembro del PSOE. Es diputada por Santa Cruz de Tenerife desde el 12 de enero de 2016 con escaño en las XI, XII, XIII y XIV legislaturas. Desde 2020 es portavoz del Grupo Socialista en la Comisión Mixta de Control Parlamentario de la Corporación RTVE.

## Biografía
Es diplomada en Ciencias empresariales por la Universidad de La Laguna y máster en dirección y administración de empresas por Instituto de Formación de Madrid.

### Trayectoria profesional
Fue responsable de selección de una filial de Adecco entre julio de 1999 y julio de 2000, pasó a ser directora comercial de la zona norte de Tenerife en agosto siguiente y permaneció en el cargo hasta diciembre de 2007. Entre enero de 2008 y mayo de 2011 trabajó como asesora de la dirección regional del grupo. En noviembre de 2013 asumió la dirección de RRHH de una empresa familiar de horticultura.

### Trayectoria política
Inició su trayectoria política como concejala del PSOE en el municipio de Puerto de la Cruz en 2011 que asumió hasta 2020.  Es también vicesecretaria general y secretaria de Igualdad del grupo socialista local.
Propuesta por el colectivo por la igualdad de Tenerife, en octubre de 2015 fue incorporada a las listas en las elecciones generales y encabezó la candidatura del PSOE al Congreso por la provincia de Santa Cruz.
En su campaña denunció la falta de inversión en las Islas Canarias durante el gobierno del Partido Popular y reivindicó la necesidad de avanzar en políticas de igualdad entre mujeres y hombres, acabar con la brecha salarial, la brecha en las pensiones y establecer medidas para enfrentar la situación de precariedad laboral de las mujeres.
El 20 de diciembre de 2015 fue elegida diputada por Santa Cruz de Tenerife al Congreso en la XILegislatura formando parte de la comisión de Empleo y Seguridad Social y de la comisión mixta encargada de las Relaciones con el Tribunal de Cuentas. Fue además portavoz adjunta en la comisión de Industria, Energía y Turismo. Su primera intervención en el Congreso de Diputados fue con la proposición no de Ley sobre el rescate del Plan Integral de Empleo de Canarias en febrero de 2016.
Desde entonces ha sido reelegida para ocupar un escaño en las XII, XIII y XIV legislaturas.
En la XII legislatura fue  portavoz adjunta del Grupo Socialista en la Comisión de Empleo y Seguridad Social (2016-2018) y de la Comisión de Trabajo, Migraciones y Seguridad Social (2018-2019).
En abril de 2018 asumió la segunda vicepresidencia de la comisión de investigación sobre las razones del accidente del vuelo 5022 de Spanair.
En la actualidad desde 2020 es portavoz de la Comisión Mixta de Control Parlamentario de la Corporación RTVE y sus Sociedades y Ponente de la  Subcomisión encargada de redactar la propuesta de Mandato-marco a la Corporación RTVE.  En enero de 2022 intervino en el Congreso en relación con el paquete de medidas urgentes para La Palma.